# 제50보병사단
제50보병사단(第五十步兵師團, The 50th Infantry Division, 상징명칭: 강철부대)은 대구광역시 북구에 본부를 두고 있는 대한민국 육군 제2작전사령부 예하의 지역방위 사단이다. 경주시 일부와 포항시, 울릉군을 제외한 모든 경상북도와 대구광역시 전 지역을 위수지역으로서 방위한다.

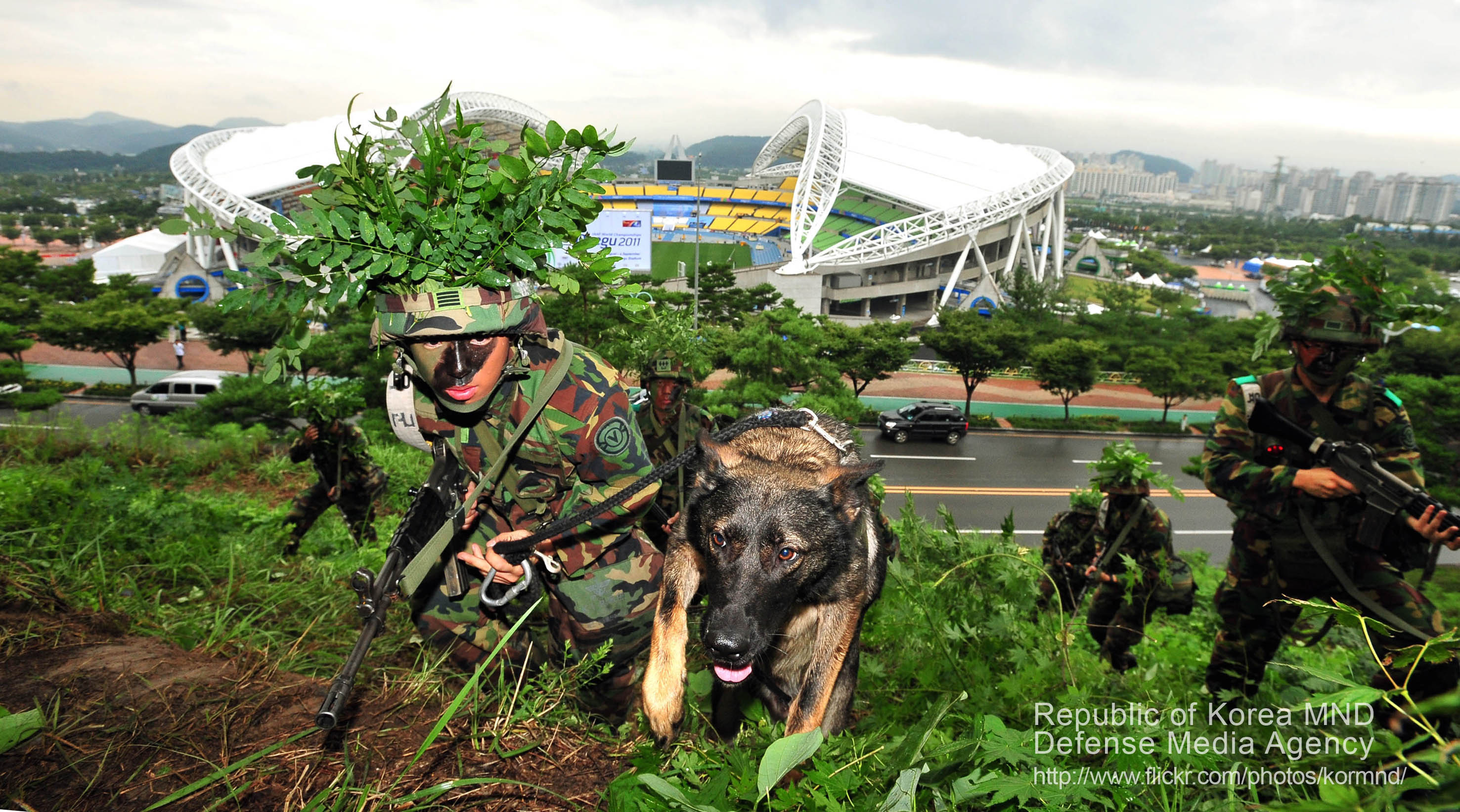
경계작전을 펼치고 있는 제50보병사단 장병들

## 역사
1955년 6월 18일 제39향토보병사단과 함께 창설되었다. 이후, 대구광역시로 옮겨갔다. 1983년에는 36사단이 담당하던 울진, 문경, 안동지역을 넘겨받아 담당하며, 1987년 4월 1일에 창설된 제11군단에 예하 편성되어 2007년 10월 31일까지 군단의 지휘를 받았고, 다음날 11월 1일 제2작전사령부에 다시 예속되었다. 2008년 12월 1일, 사단은 국방개혁 2020에 따라 제70동원보병사단을 병합하였다. 2013년 경례구호를 기존의 '충성'에서 '강철'로 바꾸었다.

## 조직

### 상급부대
- 제2군, 1955년 6월 18일 ~ 1987년
- 제11군단,  1987년 4월 1일 ~ 2007년 10월 31일
- 제2작전사령부, 2007년 11월 1일 ~ 현재

### 편성
- 사단본부
- 제501보병여단, 대구광역시
- 제120보병여단 "낙동강"(경상북도 구미시, 김천시, 문경시, 상주시, 고령군, 성주군, 칠곡군)
- 제121보병여단 "해룡" (경상북도 영덕군, 영양군, 울진군, 청송군)
- 제122보병여단 "화랑"(경상북도 경산시, 경주시(해병대 담당구역인 감포읍, 강동면, 양남면, 문무대왕면 제외), 영천시, 청도군)
- 제123보병여단 "일격" (경상북도 안동시, 영주시, 군위군, 봉화군, 예천군, 의성군)
- 신병교육대대
- 기타 사단 직할대

## 사단가
```
(1절)
팔공산 기슭에 낙동강 굽이쳐
터 잡은 우리 제 50 사단.

이곳에 모인 강철의 용사.
우리의 나라, 겨레를 지키자.

(2절)
서라벌 종소리 천지를 울리니
이곳은 신라의 싸움터라네.

우리는 강철. 대한의 용사.
싸워서 이겨 나라를 지키리.

(3절)
높이 솟은 백두산, 맑고 깊은 동해.
화랑의 피를 받은 강철의 용사.

우리가 싸워 이기는 곳에
태극기 펄펄 하늘 높이 날린다.

(후렴)
뭉치자! 뭉쳐라! 강철 사단 용사여!
통일 조국 이끌어 갈 승리의 50 사단!

```

## 참고
1. ↑  단, 해병대 담당구역인 포항시·울릉군 전지역, 경주시 일부지역 제외
2. ↑  1994년까지 용산동에 위치한 군부대를 사용했으나, 현재는 용산택지개발(용산롯데캐슬그랜드, 홈플러스, 하나로클럽, 대구직업능력개발원)이 위치하고 있다.
3. ↑  김귀근 (2007년 10월 16일). “'육군 2작사' 창설..軍부대구조 개편 신호탄”. 연합뉴스. 2007년 10월 18일에 원본 문서에서 보존된 문서. 2011년 4월 29일에 확인함.
4. ↑  황준오 (2008년 10월 31일). “70사단 해체”. 경북뉴스. 2013년 10월 3일에 원본 문서에서 보존된 문서. 2011년 4월 29일에 확인함.